# クロロメチルメチルエーテル
クロロメチルメチルエーテル (chloromethyl methyl ether) とは有機化合物の一種で、無色の液体。略称は CMME。化学反応式上では MOMCl とも略される。消防法に定める第4類危険物 第1石油類に該当する。

## 用途
有機合成において、アルコール (ROH) あるいはフェノール (ArOH) のヒドロキシ基をメトキシメチル基 (-CH2OCH3、MOM と略される) で保護する際に試薬として用いられる。まず塩基でアルコールをアルコキシドとし、そこへクロロメチルメチルエーテルを加えると SN2反応によりメトキシメチル保護を受けたアルコールが得られる。
メトキシメチル基は酸により脱保護される。

クロロメチル化の試薬、イオン交換樹脂やプラスチックの製造にも用いられる。

## 取り扱い上の注意
クロロメチルメチルエーテルは、多くのアルキル化剤同様発癌性がある。この発癌性の本体は、分解によってわずかにできるビス(クロロメチル)エーテル（ ClCH2OCH2Cl）であるともいわれる。
沸点が低いため、必ずドラフト内で扱い吸入を避ける。また分解を避けるため、冷蔵保存すべきである。それでも古いものは分解して塩化水素などを発生し、内圧が上がっていることがあるため、瓶を開栓する際には注意が必要である。
労働安全衛生法の特定第2類物質に指定されている。